# I Cry Alone
I Cry Alone je píseň nahraná roku 1963 americkou soulovou zpěvačkou Dionne Warwick.
Píseň byla vydaná na jejím prvním albu Presenting Dionne Warwick u společnosti Scepter Records. Autorem hudby je Burt Bacharach a textařem Hal David. Byla umístěna jako třetí skladba alba na straně "A".

## Coververze
- Maxine Brown (1964) na straně "A" se singlem Put Yourself In My Place na straně "B"[1]
- Jackie Lee (1964) na straně "A" se singlem Cause I Love Him na straně "B"[2]
- Ruby & the Romantics (1964) na straně "B" se singlem When You're Young And In Love na straně "A"[3]
- January Jones (1964) na straně "B" se singlem Try Me na straně "A"[4]
- Vikki Carr (1964) na jejím albu Discovery! Miss Vikki Carr[5]
- Nathalie (1965) na jejím albu Nathalie (francouzská verze s názvem Mon Coeur Est Seul[6]
- June Muscat (1967) na straně "B" se singlem Just Like A Man na straně "A"[7]
- Betty Carter (1982) na jejím albu Whatever Happened To Love?[8]